# アントン・シルアノフ
アントン・ゲルマノヴィチ・シルアノフ（ロシア語: Анто́н Ге́рманович Силуа́нов、ラテン文字転写の例：Anton Germanovich Siluanov、1963年4月12日 - ）は、ロシア連邦の政治家、財務官僚、エコノミスト。現在はウラジーミル・プーチン政権で第12代ロシア連邦財務大臣を務める。

## 経歴・概要
1963年4月12日にソビエト連邦のロシア・ソビエト連邦社会主義共和国のモスクワに誕生する。1985年にモスクワ財政大学（現在のロシア連邦政府付属財政アカデミー）を卒業し、財政・融資の学位を取得する。
1985年8月から1987年3月までロシア連邦共和国大蔵省エコノミスト・上級エコノミストを歴任する。1987年3月から1989年4月まで兵役に就く。1989年5月から1992年1月までロシア連邦共和国大蔵省上級エコノミスト・1級エコノミスト・指導エコノミスト・局次長・ロシア連邦大蔵省コンサルタントを歴任する。1992年2月にロシア連邦経済・財政省次官。同年2月から1997年10月まで同省予算局次長。経済・財政省が財務省と経済省に分離後はロシア連邦財務省に移り、予算局次長級ポストを歴任する。1997年10月から2003年7月まで財務省マクロ経済政策・銀行業局長。2001年3月22日から財務省幹部会メンバー。2003年7月に財務次官・2004年5月に財務省銀行間関係庁長官・2005年12月に財務次官を務めた。
2011年9月27日にロシア連邦財務相代行に任命される。
同年12月16日に第12代ロシア連邦財務大臣に正式に就任した。ロシア連邦安全保障会議議員・与党統一ロシア最高会議メンバーにも選出された。
2011年に4等メリット勲章を受章している。
2012年5月21日に第1次ドミートリー・メドヴェージェフ内閣の財務大臣に再任された。2013年1月からロシア連邦政府付属財政大学財政・経済学部長となり、続く2018年発足の第2次ドミートリー・メドヴェージェフ内閣でもロシア連邦財務大臣に留任した他、ロシア連邦第一副首相を兼任することとなった。2020年1月21日にドミートリー・メドヴェージェフ首相の退任に伴い、シルアノフも第一副首相を退いたが、続くミハイル・ミシュスティン内閣でも財務大臣は続投した。

## その他
ロシア連邦財務相代行を経て2011年より財務大臣、2018年よりロシア連邦第一副首相を兼任し、第一副首相は2020年1月で退任した。